# В космосе «Восход»
«В ко́смосе „Восхо́д“» — документальный фильм Московской киностудии научно-популярных фильмов создан в 1964 году. Премьера фильма состоялась в начале 1965 года.

## Сюжет
Фильм рассказывает о подготовке и проведении 12 октября 1964 года первого космического полета на многоместном корабле «Восход-1». Впервые в состав экипажа корабля входили военные и гражданские космонавты: командир корабля Владимир Комаров, врач Борис Егоров и инженер Константин Феоктистов.
Генеральный конструктор космических кораблей С. П. Королёв остался недоволен участием космонавта Германа Титова в роли ведущего этого фильма.

## Съёмочная группа
- Режиссёры: 
  - Г. М. Косенко
  - Д. К. Антонов
- Сценарист: Г. Н. Остроумов
- Закадровый голос: Л. И. Хмара